# Prins Eugens Waldemarsudde

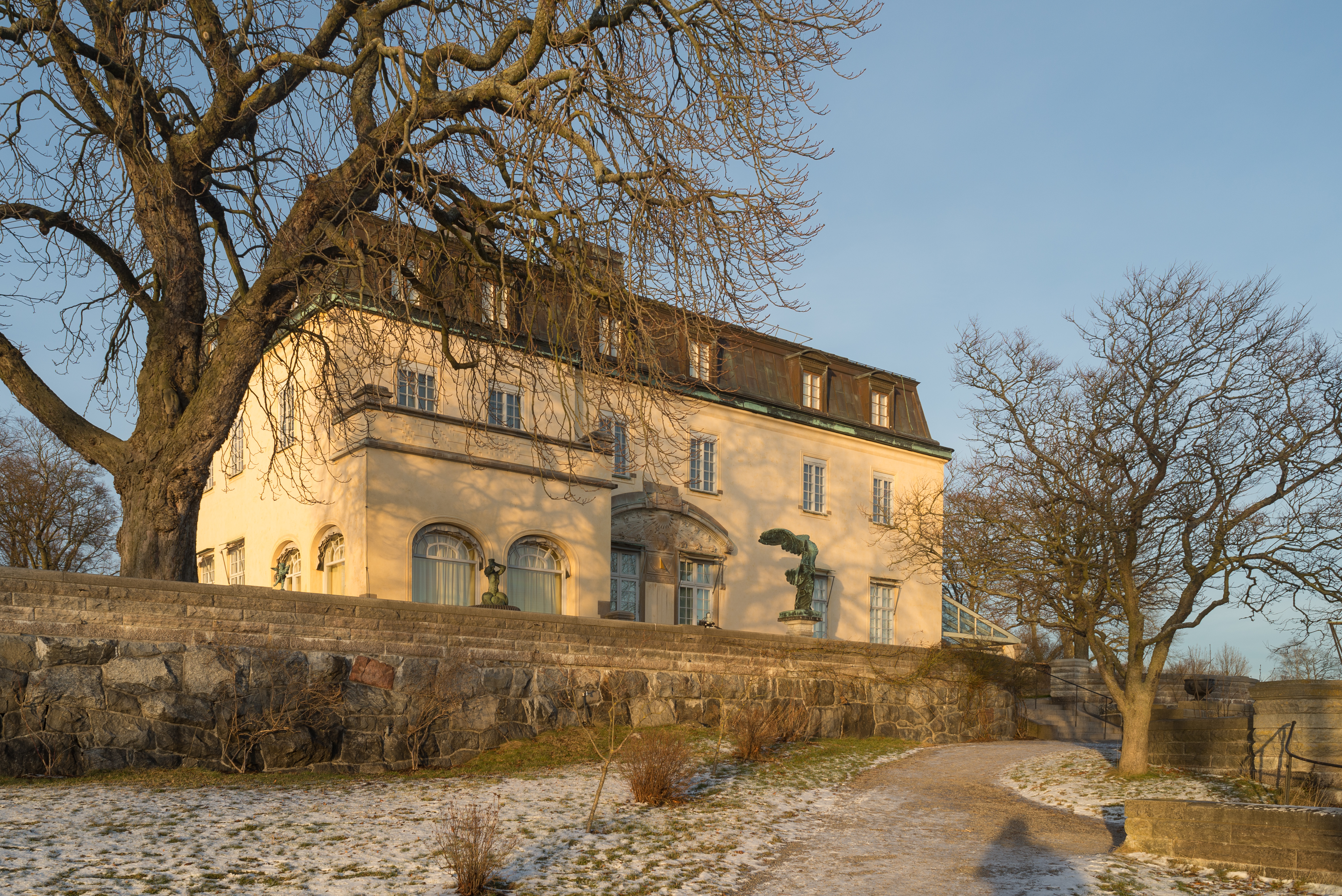
Waldemarsuddes huvudbyggnad i februari 2016.

Prins Eugens Waldemarsudde är ett konstmuseum på Waldemarsudde vid Södra Djurgården i Stockholm. Museet består av huvudbyggnaden Slottet och en byggnad med konstgalleri. Det är omgivet av en vacker blomster- och skulpturprydd trädgård.
Museet öppnades för allmänheten sommaren 1948 i enlighet med prins Eugens testamente. Samlingarna innehåller omkring 7 000 verk och består främst av svensk konst; till sin huvuddel måleri, men även i form av skulptur, teckning, grafik och medaljkonst.
Det så kallade Slottet var ursprungligen ett privatpalats för prins Eugen och uppfördes 1905 efter ritningar av arkitekt Ferdinand Boberg. År 1913 kompletterades Slottet med galleribyggnaden och 1965 invigdes ett museum i det intilliggande Gamla huset. Där presenteras prins Eugens livsverk och Waldemarsuddes äldre historia.   
Prins Eugens Waldemarsudde blev 1993 förklarat som statligt byggnadsminne. År 2015 upphävdes detta beslut, eftersom det är Stiftelsen Waldemarsudde och inte Statens Fastighetsverk, som äger byggnaderna. Därför har dessa ännu inget kulturhistoriskt lagskydd.

## Bakgrund

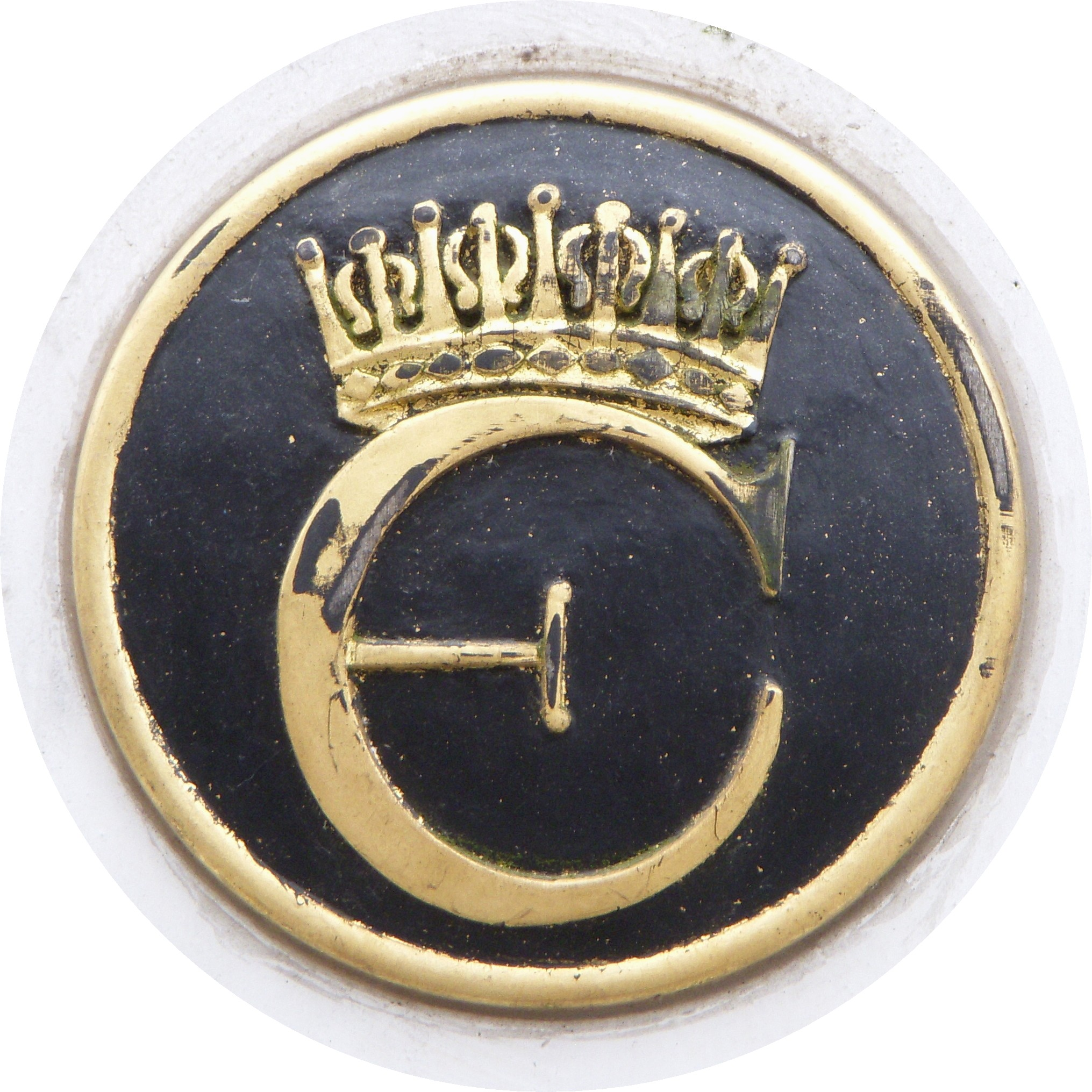
Prins Eugens namnchiffer "E" på grindstolpen.

Prins Eugen tyckte om platsen, och kom till Waldemarsudde redan som ung då han bodde på det närbelägna Rosendals slott. Historien om dagens Waldemarsudde började 1892 då prinsen, som var son till Oscar II, hyrde ett gavelrum i Gamla huset. Där ville han måla och "ha några vackra dagar med guldskimrande aftonljus". Det blev mer än några dagar; sju år senare köpte han hela egendomen sedan han hade begärt befrielse från plikten att fortsätta med den affärsrörelse (brädhandel) som bedrevs på udden då. 
Prinsen bestämde sig ganska snart för att låta bygga en permanent bostad, Slottet, på Waldemarsudde och som arkitekt valde han Ferdinand Boberg. Han omskapade det tidigare industriområdet till en landskapspark, och fyllde parken och sin bostad med verk av huvudsakligen svenska konstnärer. Prins Eugen avled år 1947 och kremerades, som den första kungliga personen i Sverige. Hans urna gravsattes nere vid stranden bakom Gamla huset. Vid sin död testamenterade prinsen hela egendomen med dess konstsamlingar till svenska staten, som överlät den till Stockholms stad. År 1995 överläts Waldemarsudde till staten. Från och med 1 juli 2017 är Prins Eugens Waldemarsudde en självständig stiftelse med statliga bidrag.

## Gamla huset
Gamla huset, även kallat Gula huset, hör till den ursprungliga bebyggelsen från 1700-talet. Husets äldsta del är en parstuga, troligen byggd av kommissarie Alström som blev ägare till Waldemarsudde 1737. På 1780-talet byggdes den till av näste ägare, Carl Magnus Fris, och vid 1800-talets mitt genomfördes om- och påbyggnader av Johan Bergman Olson. Innan slottet stod klart nyttjade prins Eugen Gamla huset som sommarbostad. 1965 invigdes ett museum i byggnaden, där prinsens livsverk och Waldemarsuddes äldre historia presenterades. 1998, då Waldemarsudde firade sitt 50-årsjubileum som offentligt museum, renoverades huset på nytt och väggarnas originalfärger togs fram.

## Slottet

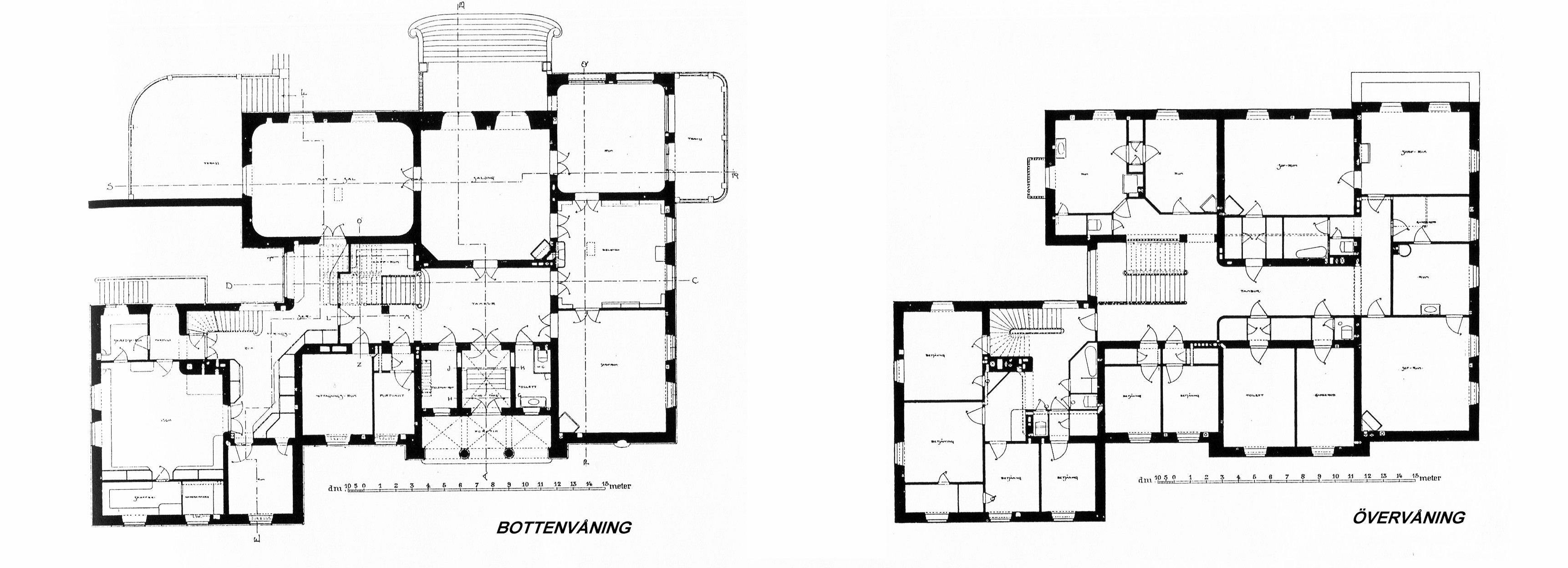
Bobergs ritningar från 1903.

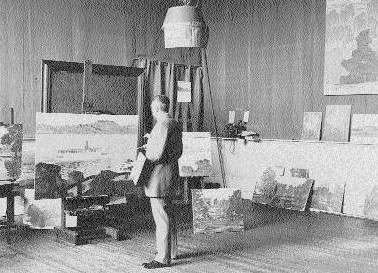
Prins Eugen i sin ateljé.

Huvudbyggnaden, även kallad Slottet på Eugens tid, ritades av arkitekten Ferdinand Boberg och blev färdig 1905. Waldemarsudde blev Bobergs första uppdrag för ett privatpalats, som strax följdes av Ernest Thiels Villa Eolskulle (dagens Thielska galleriet). Huset fick ett mansardtak som gav en viss tyngd åt byggnaden. Den slottsliknande, något slutna fasaden vänder byggnaden mot norr. Entréplanet flankeras av Carl Milles Örnar i diabas, som kom på plats 1910. Fasadens norrsidas enda dekor utgörs av Närkes vapen (prins Eugen var hertig av Närke). Byggnadens sydsida skiljer sig helt från norrsidan. Här har huset mer karaktär av en palatsliknande patriciervilla med stora fönster. Över terrassdörren finns ett solur på ett i sten skulpterat överstycke med inskriptionen "Sole, sole gaudio" (Solen, solen är min glädje).
I slottets bottenvåning ligger sällskapsrummen, bibliotek och arbetsrum. Dessa är placerade och utformade efter Eugens önskemål. Här har rummen i stort sett bevarats som de såg ut under prinsens tid, vilket var ett önskemål i Eugens testamente. Bland rummen på bottenvåningen märks Stora salongen som ligger innanför terrassen mot söder. Prinsen själv kallade detta rum för "vardagsrummet", ett begrepp som var nytt för tiden. Möbleringen består av bland annat empirstolar, formgivna av Carl Malmsten. Dörröverstyckena målades av Georg Pauli och skildrar de fyra konsterna. På väggarna hänger Ernst Josephsons Strömkarlen från 1884. Dess placering var troligen förutbestämd redan i planen för rummet. I salongen finns även Anders Zorns Drottning Sofia och Oscar Björcks Oscar II. Intill salongen ligger terrassrummet (numera kallat blomsterrummet) och matsalen med utsikt över Stockholms ström. I den östra delen av huset låg köket och personalbostäder. Köket inreddes som ett mönsterkök, rymligt och med kakelklädda väggar. Här fanns en stor vedeldad spis som eldades hela dagarna, och en liten elspis vid sidan om. Köket hör efter en ombyggnad på 1970-talet till husets restaurang.
De privata rummen låg en trappa upp och där fanns också rum för hovmarskalk och adjutant samt gästrum. På detta våningsplan hade prinsen även sin ateljé med höga ateljéfönster mot norr. I ateljén finns bland annat förarbeten al secco till väggmålning för Kalmar läroverk 1933 och till freskerna i Prinsens galleri i Stockholms stadshus.
De två övre våningsplanen är idag utställningslokaler.
I oktober 2001 avslutades en omfattande renovering av slottet, där bland annat är all teknik uppdaterades och ett nytt ljussystem, ny brandstege och en handikapphiss installerades.

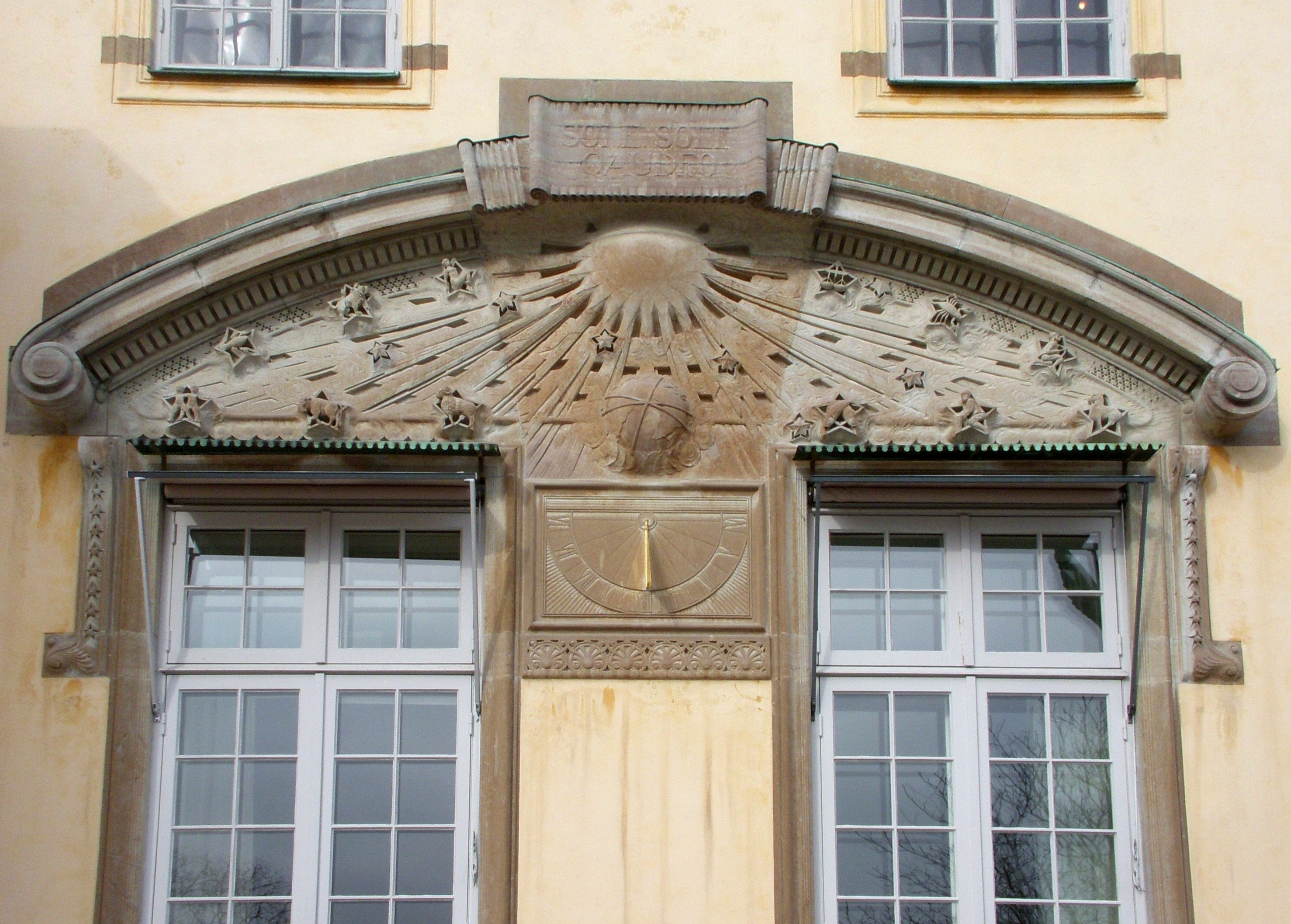
"Slottet", solur och inskription.
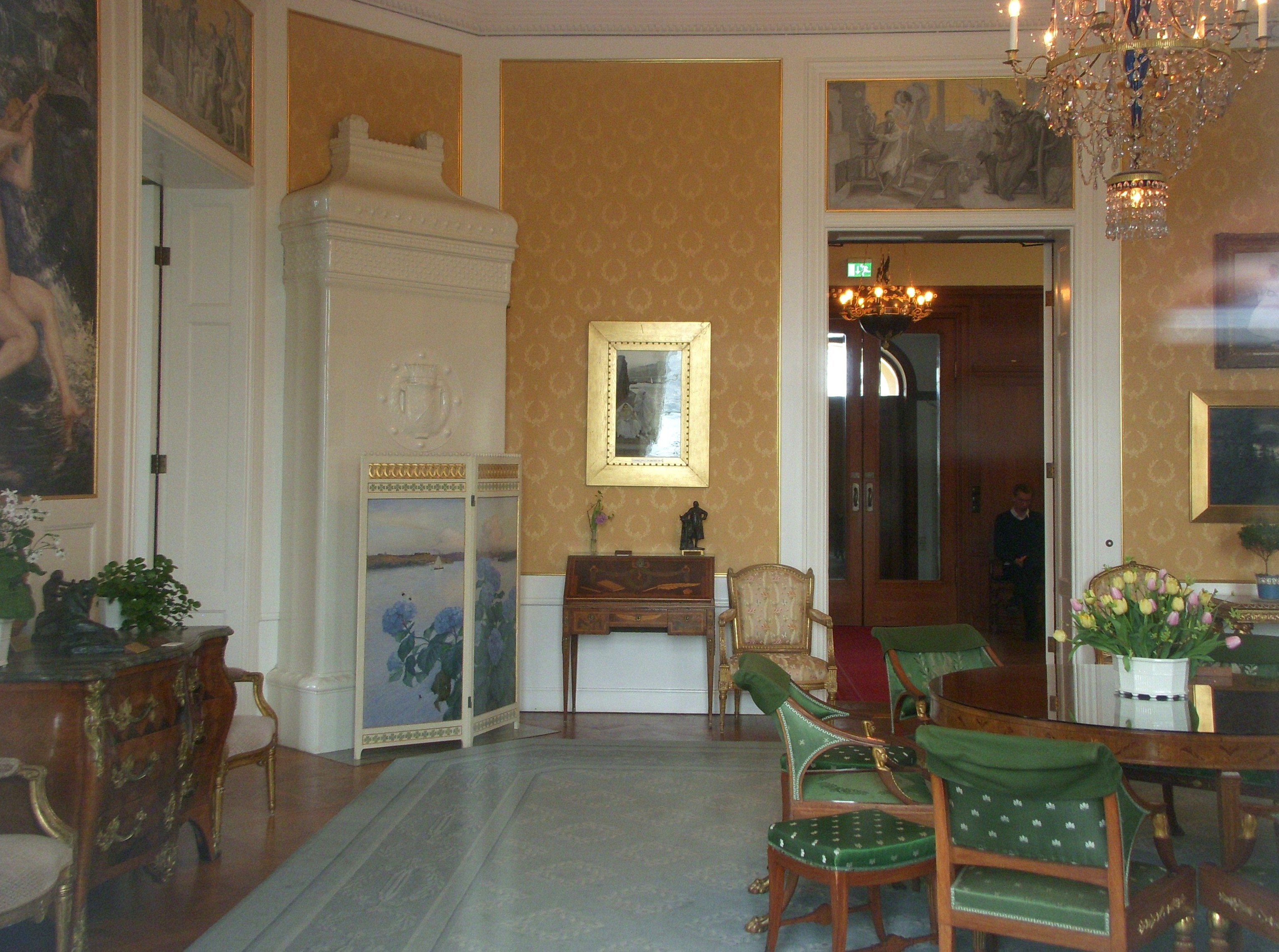
"Slottet", Salongen.
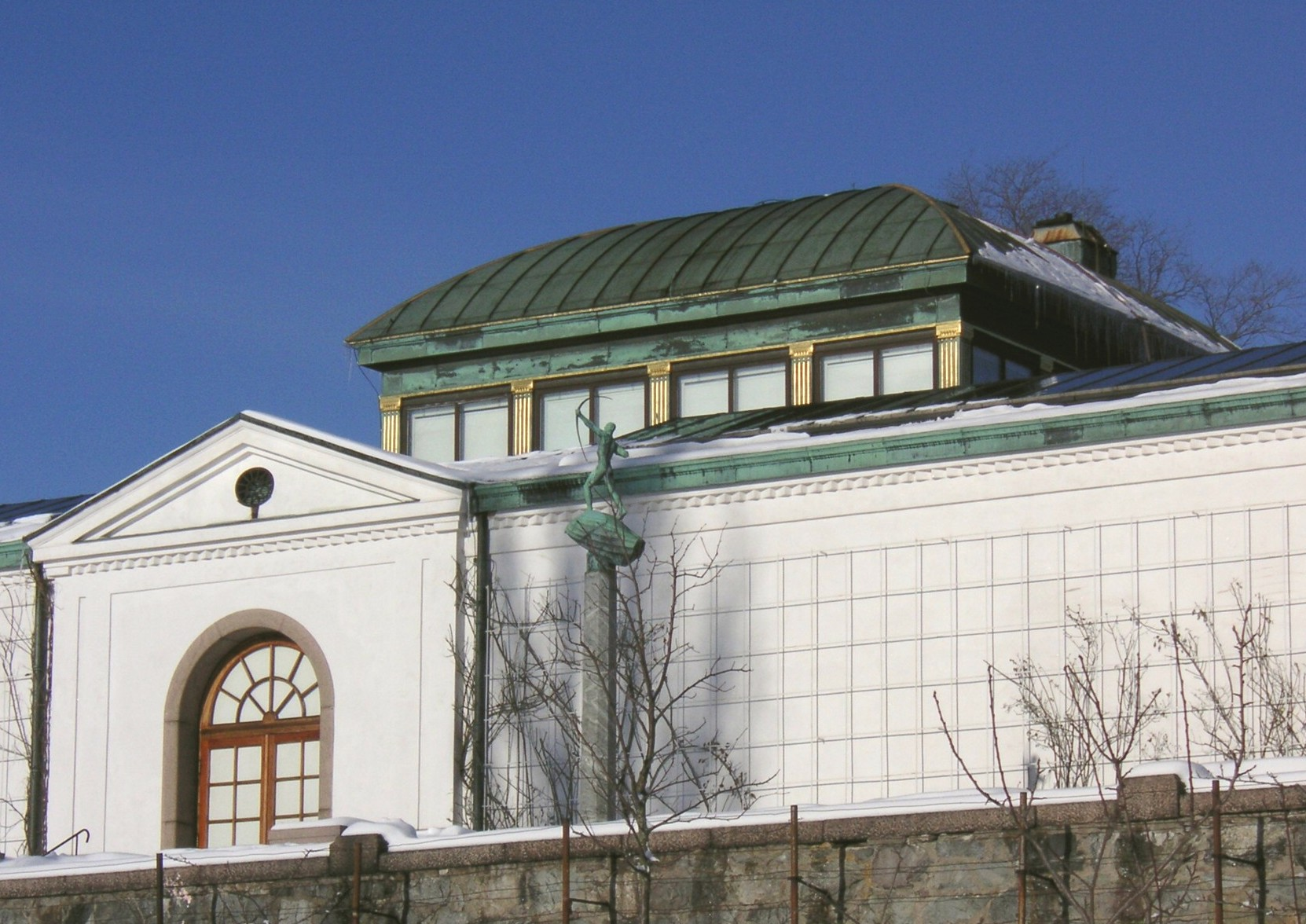
"Galleriet", fasad mot söder.
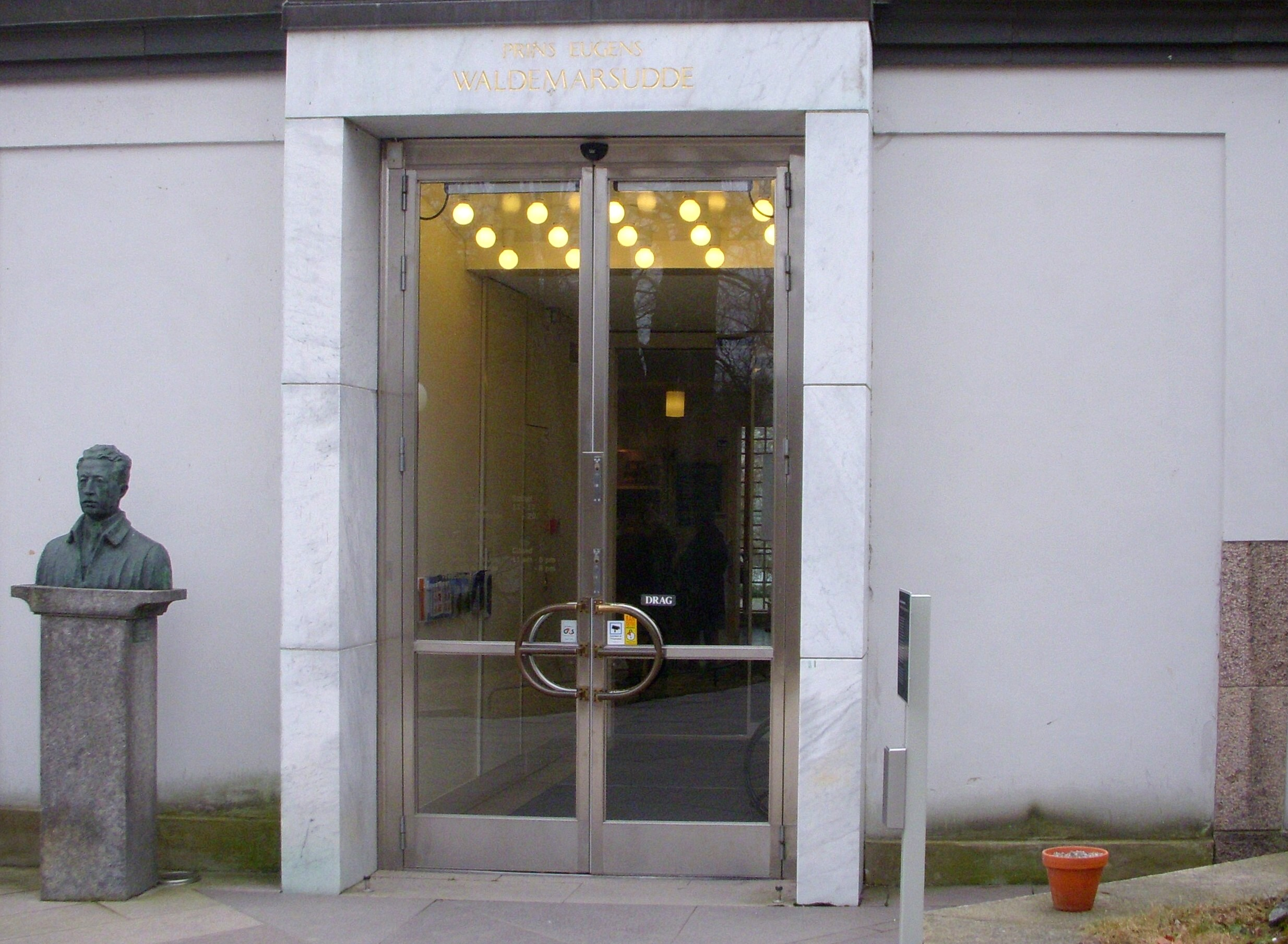
"Galleriet", entrén.

## Galleriet

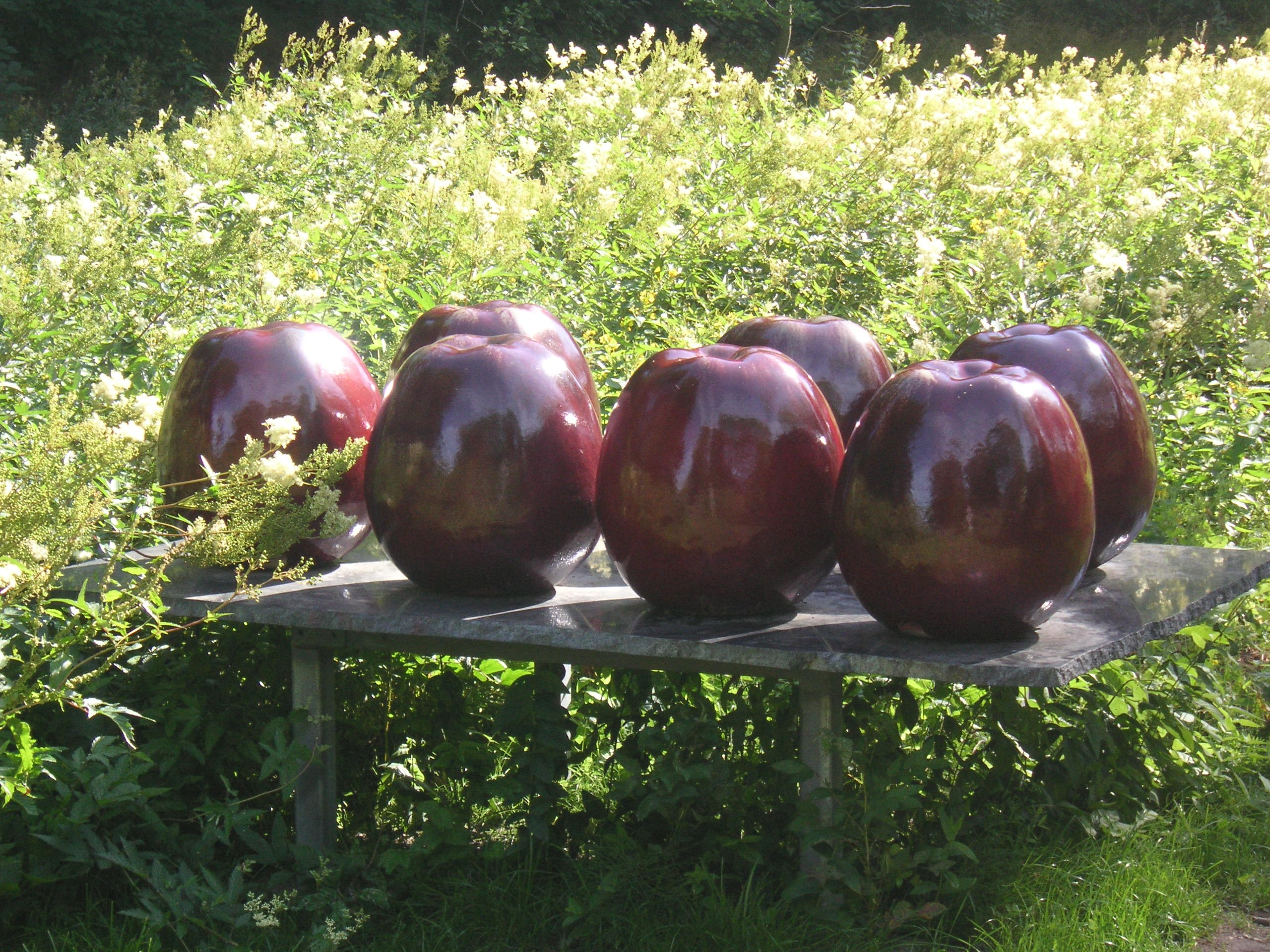
Konstutställning i parken på sommaren 2007: Ulla Kraitz' "Röda äpplen".

År 1913 lät prins Eugen bygga ett separat galleri för att få plats med sin ständigt ökande konstsamling. Dess tillkomst blev ett nära samarbete mellan Boberg och prinsen. De fick hjälp av professor Lichtwark, som var konsthistoriker och chef för Hamburgs konsthall. Boberg gestaltade galleribyggnaden i tysk jugend. För jämnt och bra ljus i galleriet byggdes en fyrsidig taklanternin. Till galleriets tekniska nymodigheter hörde ett ventilationssystem med varmluft och motordrivna, ljusavskärmande gardiner. Mellan slottet och galleriet anlades även en underjordisk gång.
Ferdinand Boberg slutförde arbetet med ritningarna 1912 och Galleriet uppfördes året efter. 1945 byggdes Galleriet på mot öster med ytterligare två salar efter prins Eugens egna ritningar. Då bröts husets ursprungliga symmetri.

## Parken

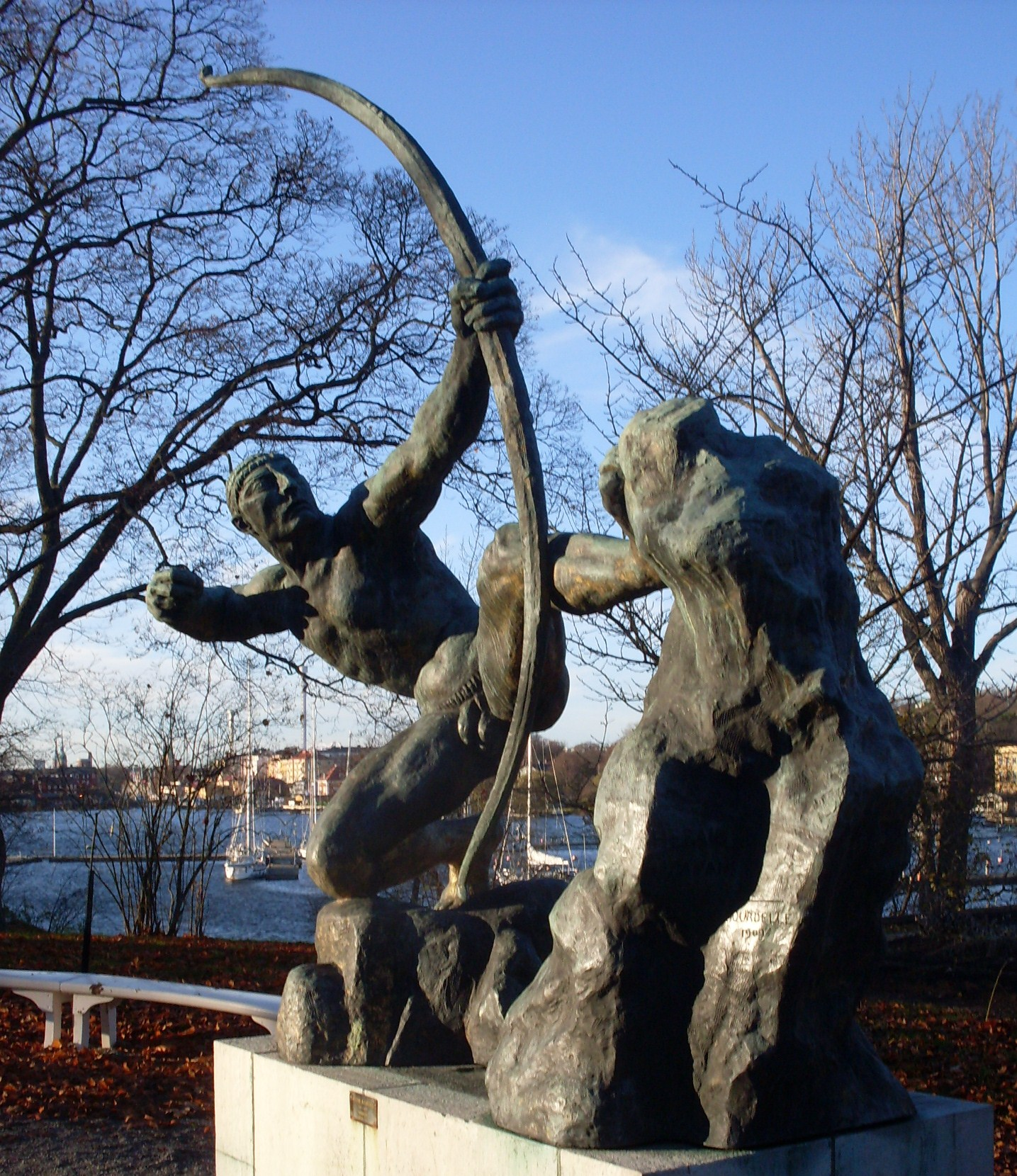
Antoine Bourdelle, Den bågspännande Herakles, 1909

Prins Eugen var mycket intresserad av växter och trädgård och i sitt privata bibliotek hade han många volymer med just detta tema. "Näst efter konsten tror jag blommor är min största glädje", skrev prins Eugen i ett brev 1901. Prins Eugen sökte alltid upp parker och trädgårdar på sina resor. Särskilt lustgårdarna i Alhambra i Spanien väckte hans stora beundran. När prins Eugen förvärvade egendomen på Waldemarsudde fanns det redan kajer, bryggor och samt en terrassanläggning med blomsterrabatter och en fruktträdgård. Under de första åren planterades ett stort antal träd, bland annat popplar längs vattnet, som erinrade honom om den sydeuropeiska cypressen. På Waldemarsudde anlades terrasser med omväxlande uterum och promenadvägar, sittplatser och utblickar. I trädgården placerades skulpturer av huvudsakligen svenska bildhuggare. Prins Eugen lät också beställa avgjutningar av äldre verk, som "Nike från Samothrake" som står på terrassen utanför salongen och Auguste Rodins "Tänkaren" som sitter på terrassmuren mot vattnet och tänker. Den ursprungliga av bronsskulpturen "Den bågspännande Herakles" av Antoine Bourdelle finns i Waldemarsuddes park. För skötseln av parken anlades även plantskola, växthus och ett orangeri.
I parken finns två grova ekar: "Prins Eugens ek", som anses vara den största levande eken på Djurgården, och "Trädgårdseken", en gammal ek som står vid entrén till galleriet. "Trädgårdseken" med en sittbänk runt stammen avbildades år 1902 av Prins Eugen. Av denna ek återstår dock endast en död trädruin.

## Övrig bebyggelse

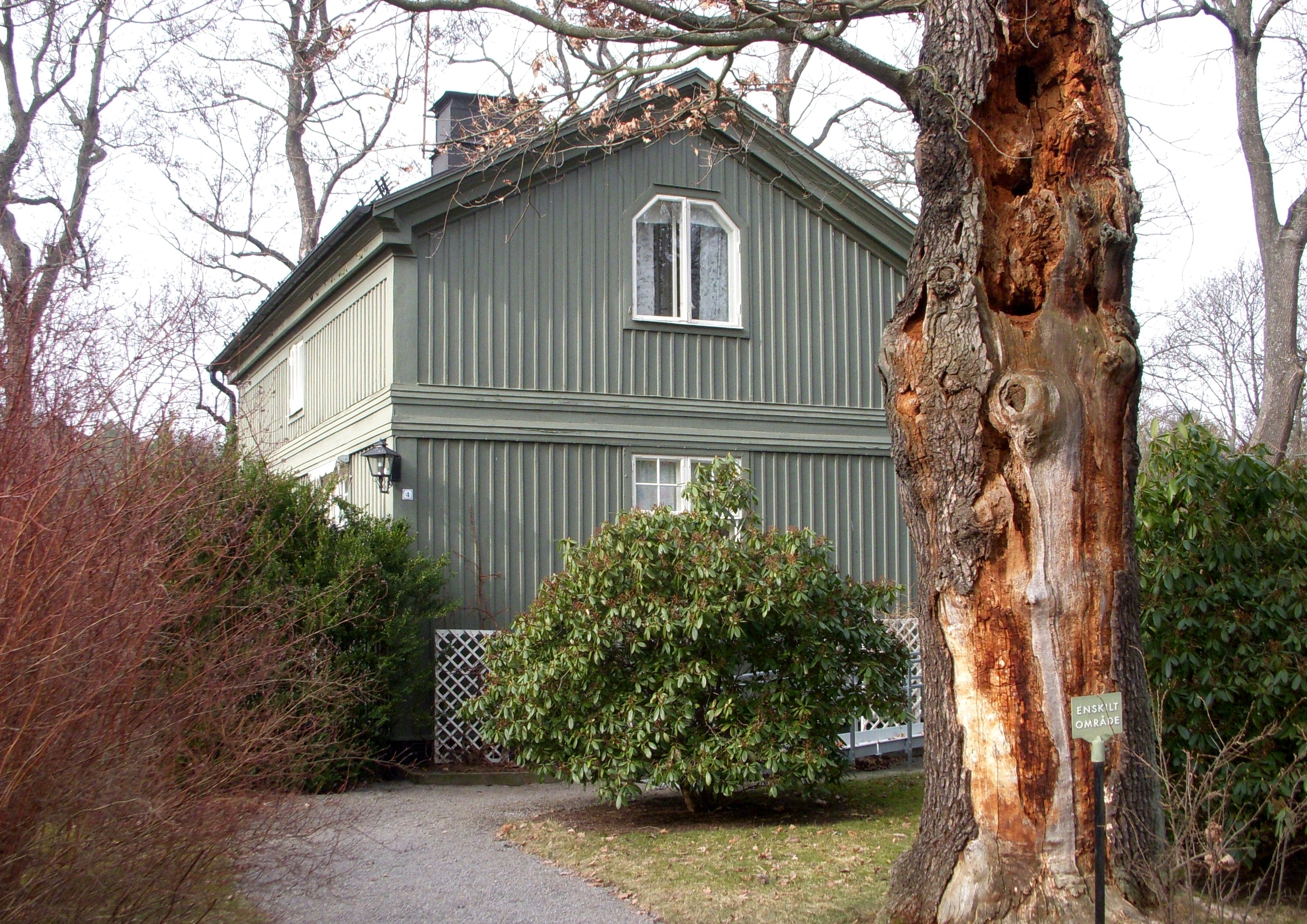
Grindstugan.

På egendomen finns flera kulturhistoriskt värdefulla fastigheter som ingår i byggnadsminnet Waldemarsudde.
- Ektorpet uppfördes förmodligen kring sekelskiftet 1800 och är en gammal fiskarstuga. Tidigare omgavs den av idag rivna ekonomibyggnader. Under prins Eugen tid användes huset som personalbostad. Efter prinsens död byggdes det om för att fungera som servering sommartid.
- Grindstugan uppfördes 1905 som portvaktarbostad och ritades av Boberg. Huset har en stomme i trä och locklistpanel.
- Kvarngården är en putsad trävilla ursprungligen uppförd på 1700-talet. Grosshandlaren Alexander Bergsten fick tillåtelse att bygga om huset 1901 av prins Eugen, som ersättning för den bostad som Bergsten haft i det hus som revs för att ge plats åt den nya huvudbyggnaden. Ombyggnaden ritades av Hjalmar Engström.
- Personalvillan (även kallad trädgårdsmästarbostaden) uppfördes 1902 och ritades också av Boberg. Villan är uppförd i två plan med en bärande stomme i trä och på en grundmur av sten. Fasaden är reveterad med kalkputs. Huset omges av en köksträdgård med drivbänkar och växthus.
- Rundtemplet är ett ekotempel uppfört 1904 och enligt Gustaf Lindgren ritat av prinsen själv. Det åttkantiga templet är placerat på en klippa nära vattnet.
- Waldemarsuddes oljekvarn uppfördes på 1780-talet på initiativ av grosshandlaren Carl Magnus Fris som hade förvärvat Waldemarsudde 1782. Den är idag en industrihistorisk raritet[15] och förmodligen den bäst bevarade oljekvarnen från 1700-talet i hela världen.

## Överintendenter
- Gustaf Lindgren 1948–1970
- Bo Lindwall 1970–1980
- Dag Widman 1981–1989
- Hans Henrik Brummer 1989–2006
- Elsebeth Welander-Berggren 2006–2012
- Karin Sidén 2012–

## Bilder

### Byggnader

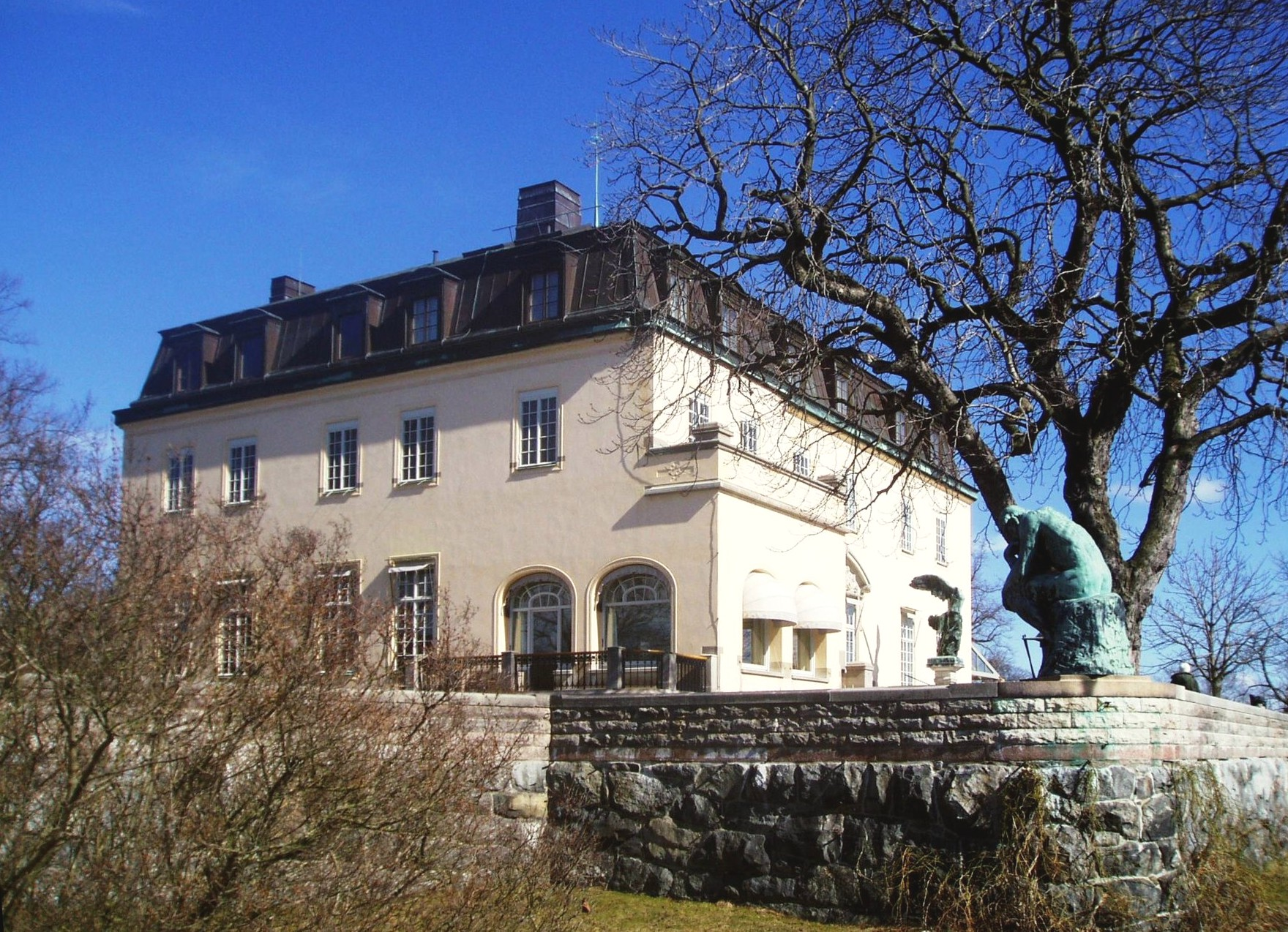
Huvudbyggnaden "Slottet"
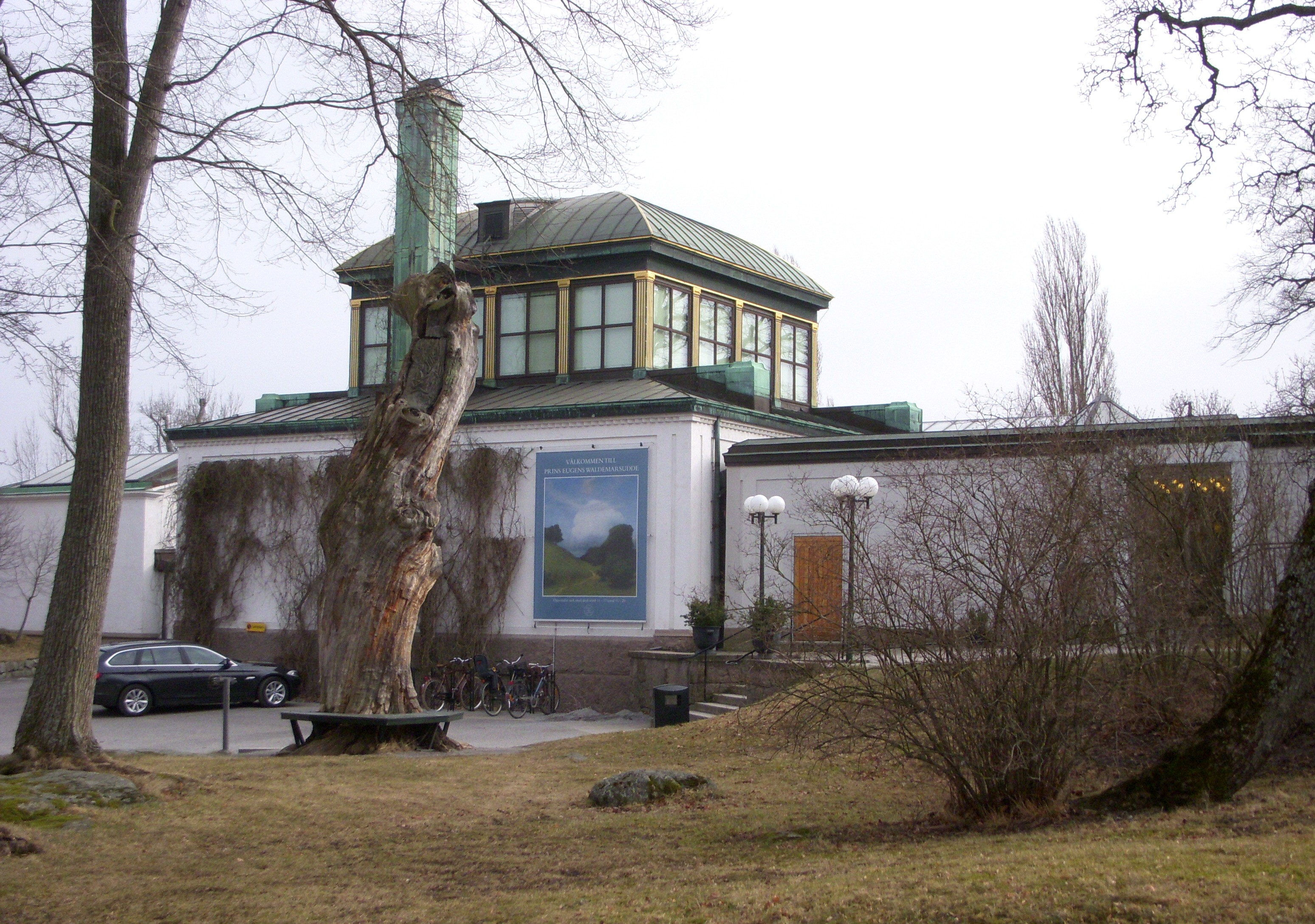
Galleribyggnaden med den numera döda "Trädgårdseken"
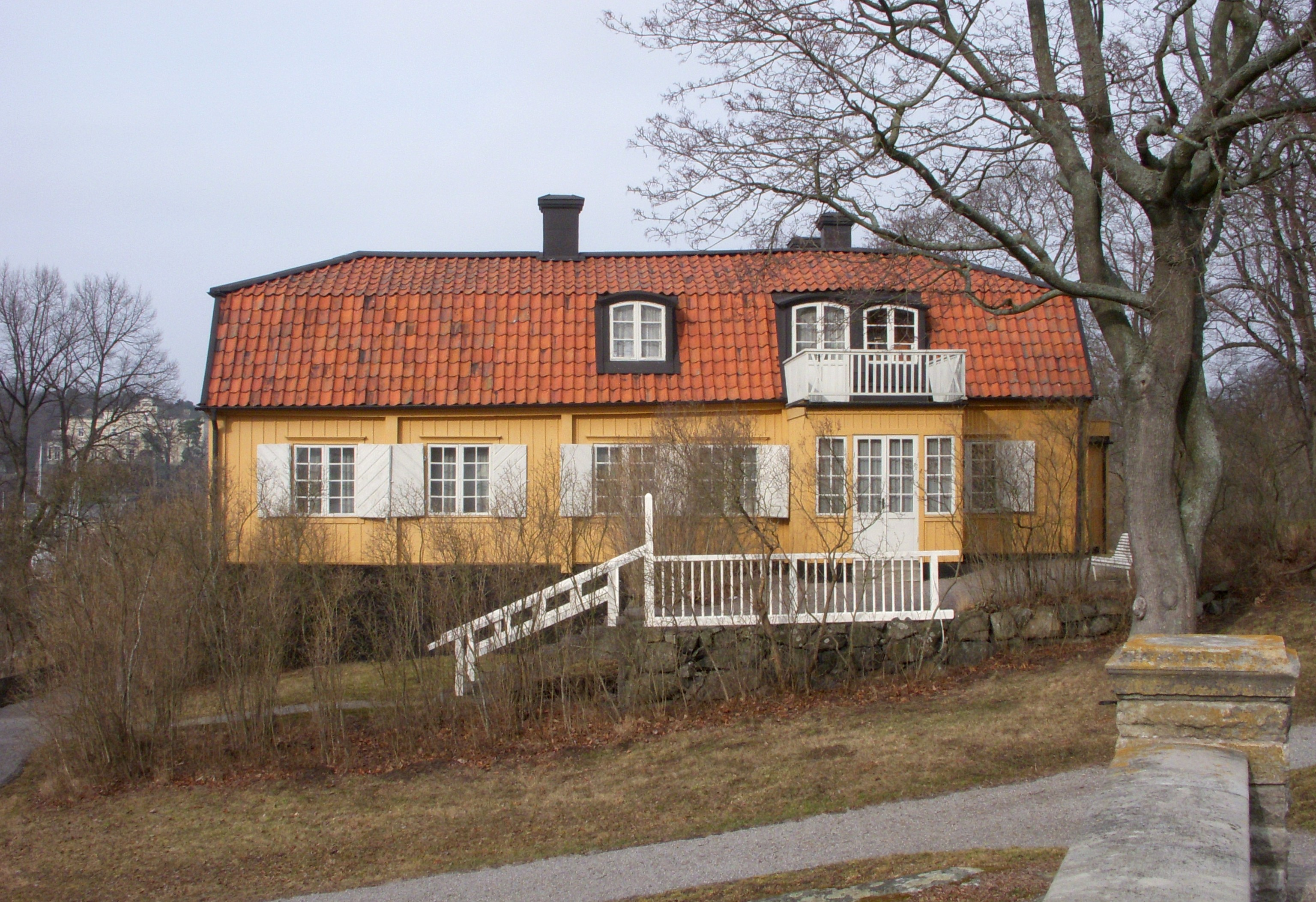
"Gamla huset" även kallat "Gula huset"
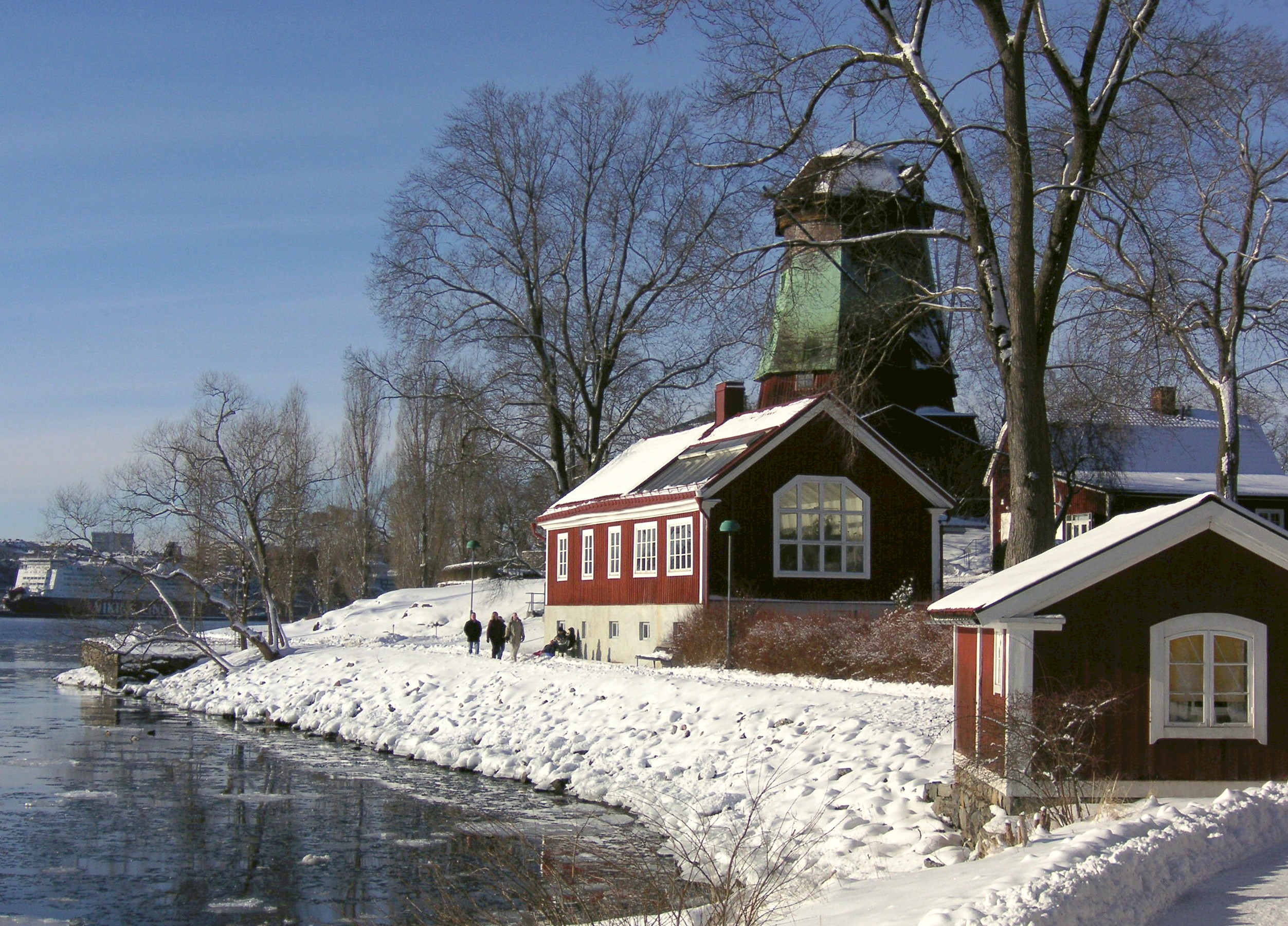
Orangeriet och oljekvarnen

### Skulpturer i parken (urval)

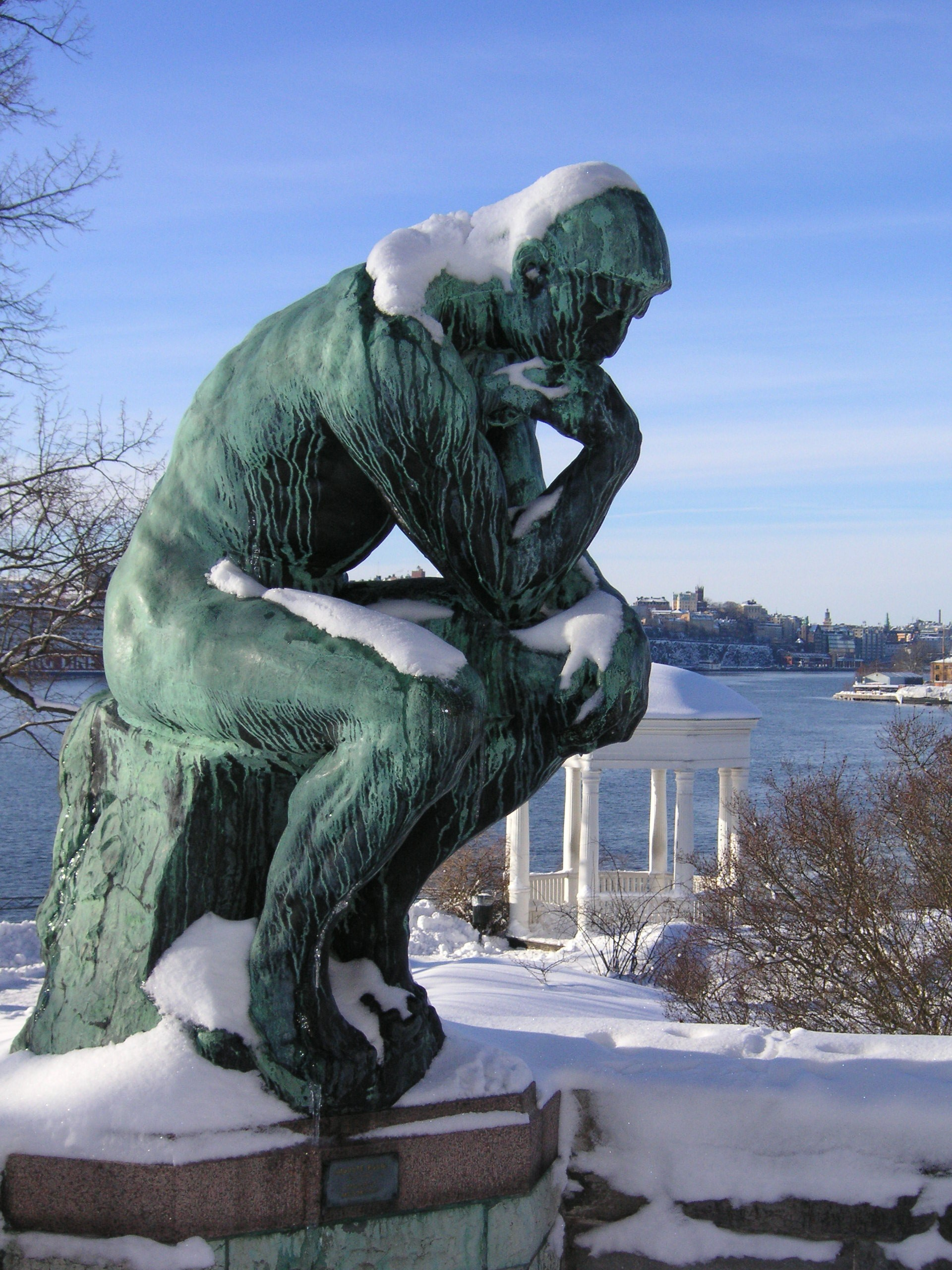
Auguste Rodins "Tänkaren"
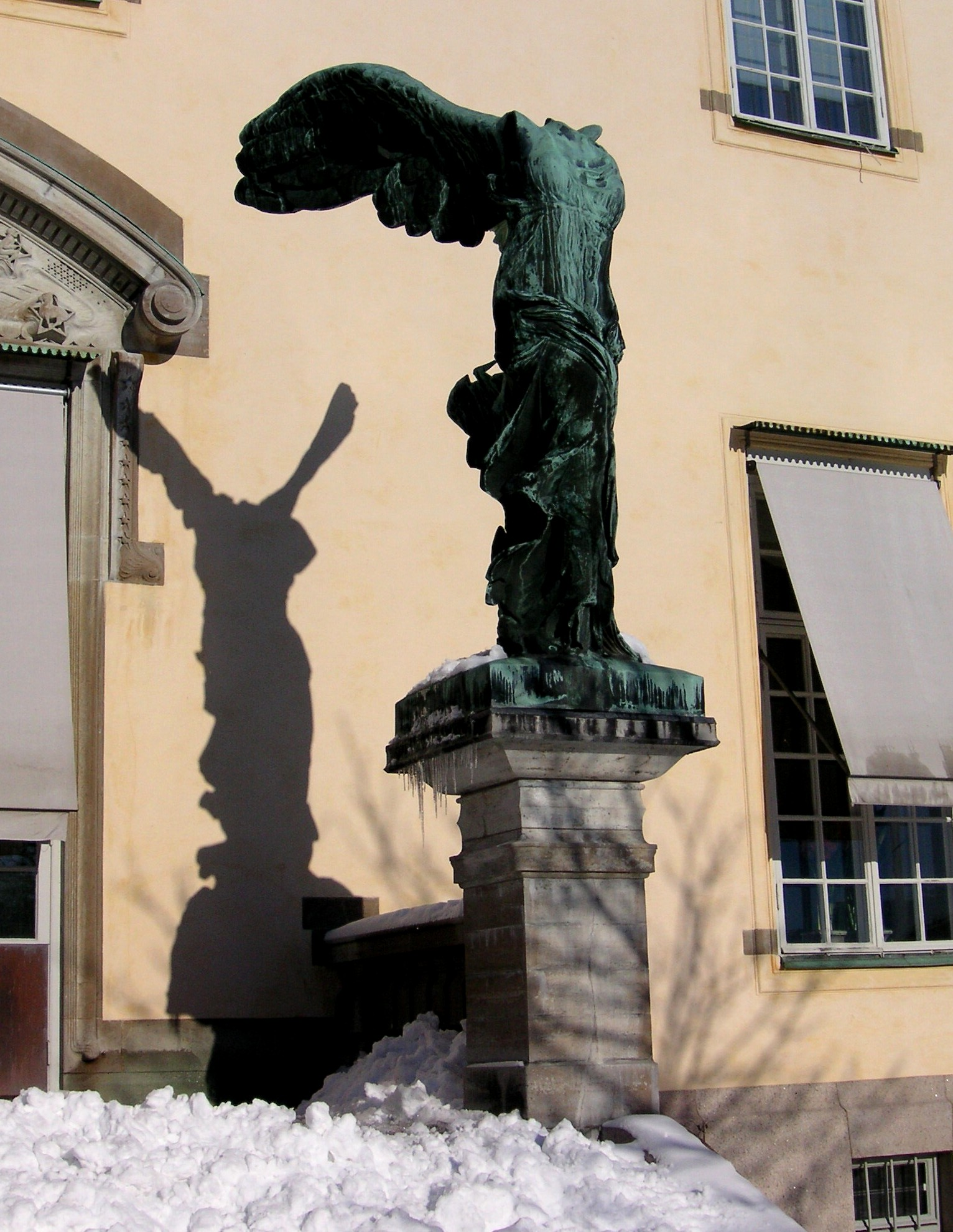
Bronskopia av den antika "Nike från Samothrake"
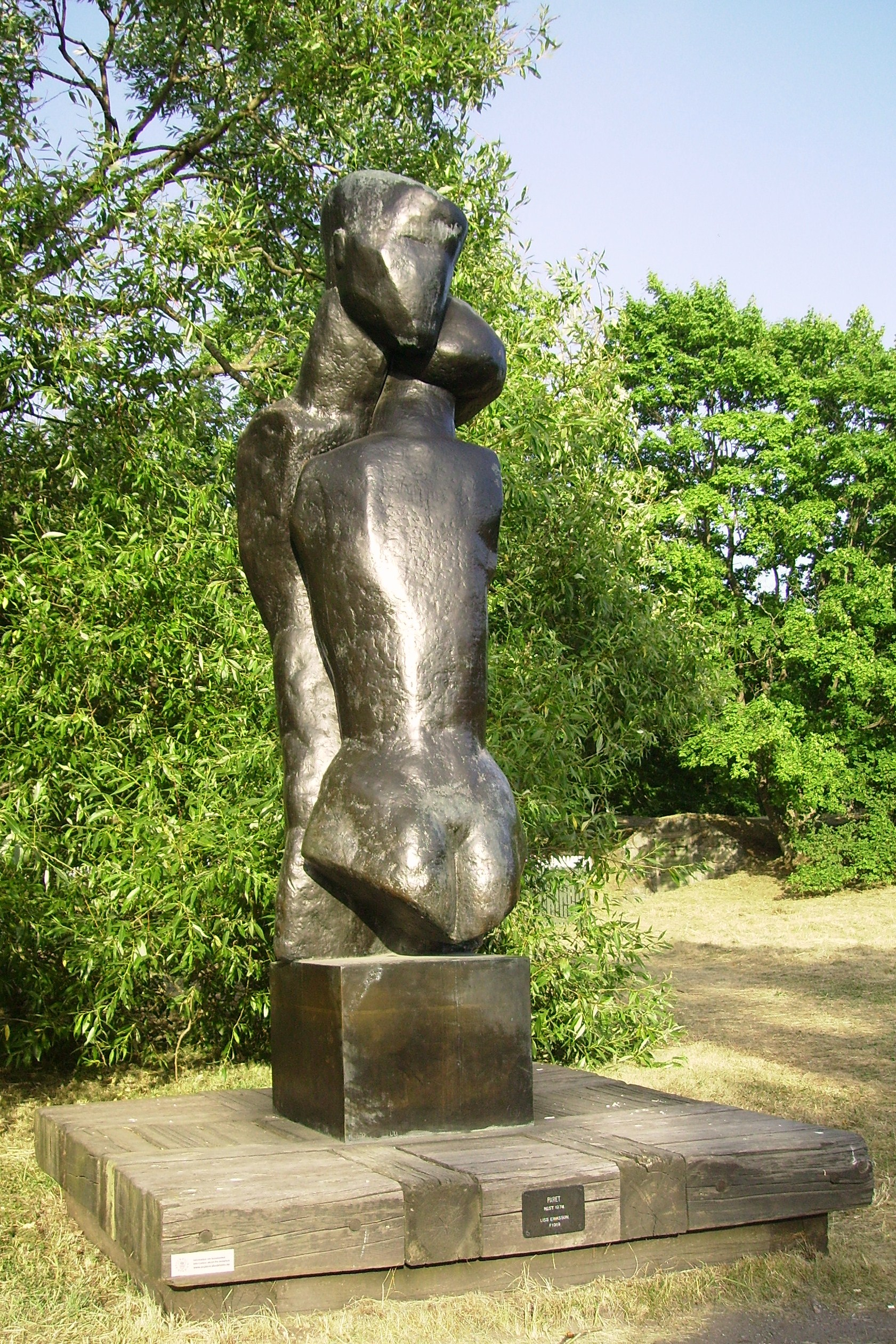
Liss Eriksson "Paret"
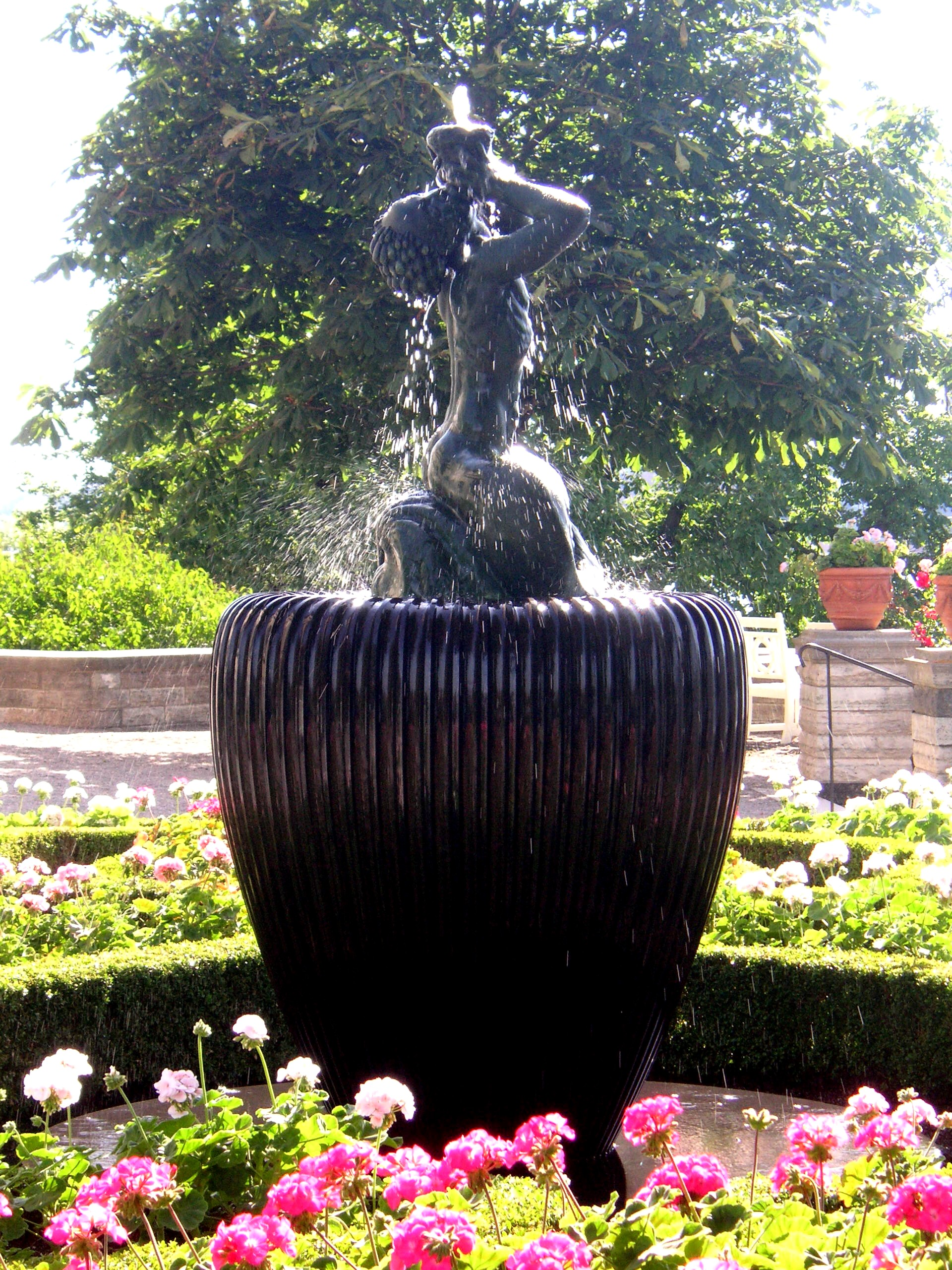
Carl Milles "Lilla Tritonen"

### Målningar (urval)

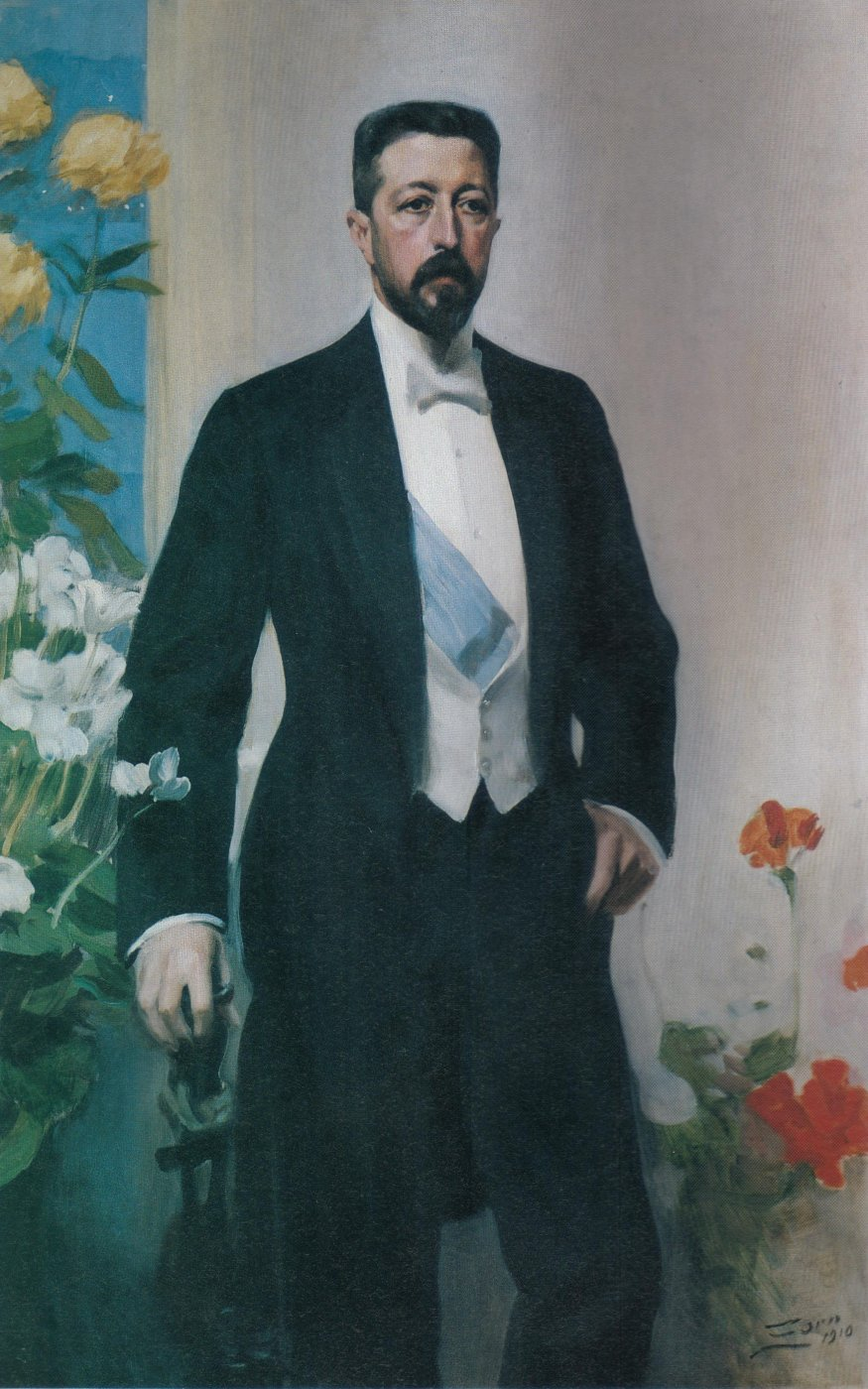
Anders Zorns Prins Eugén
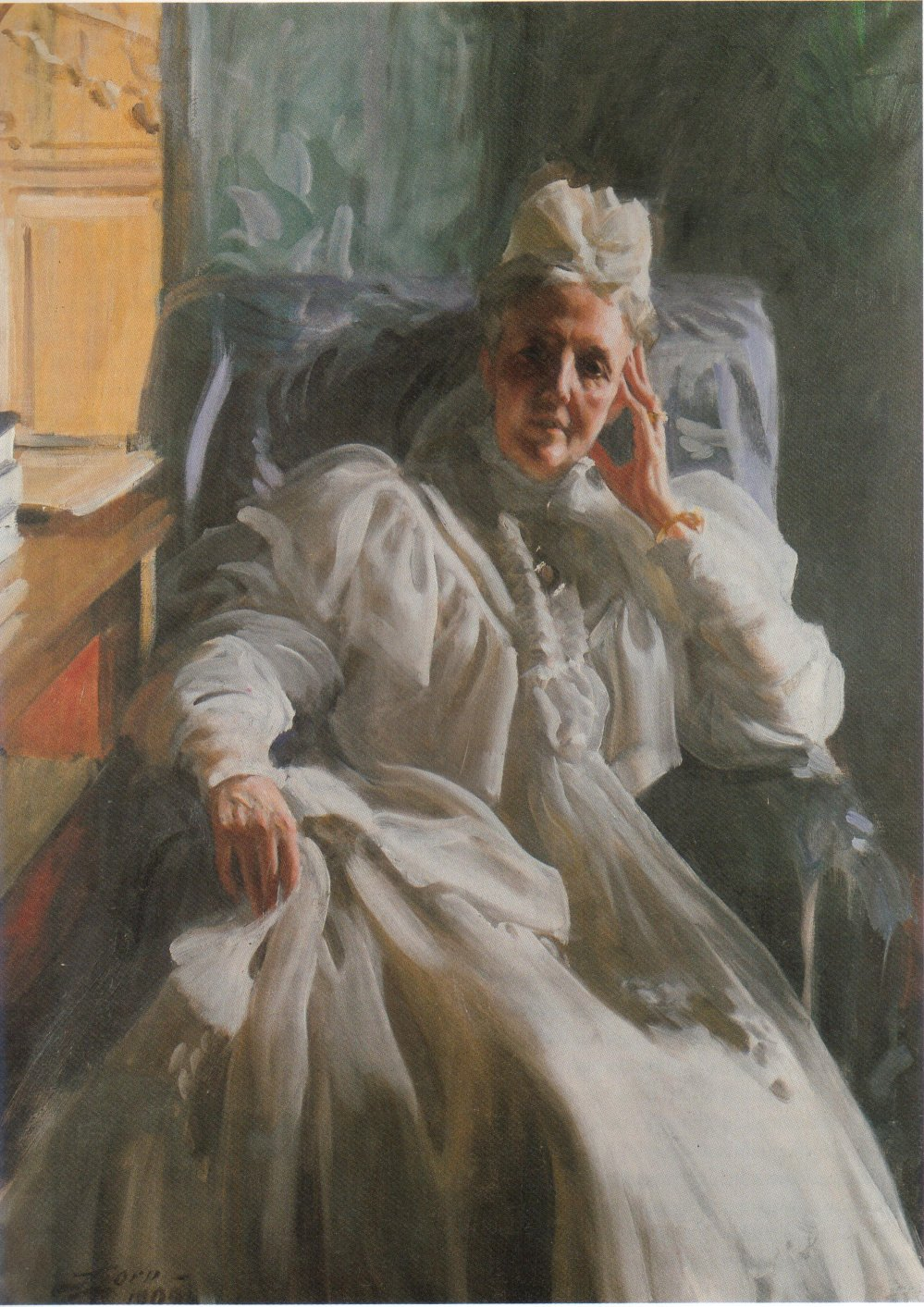
Anders Zorns Drottning Sofia
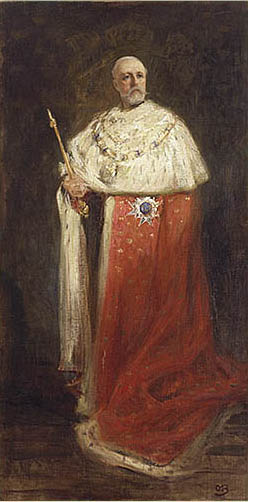
Oscar Björcks Oscar II
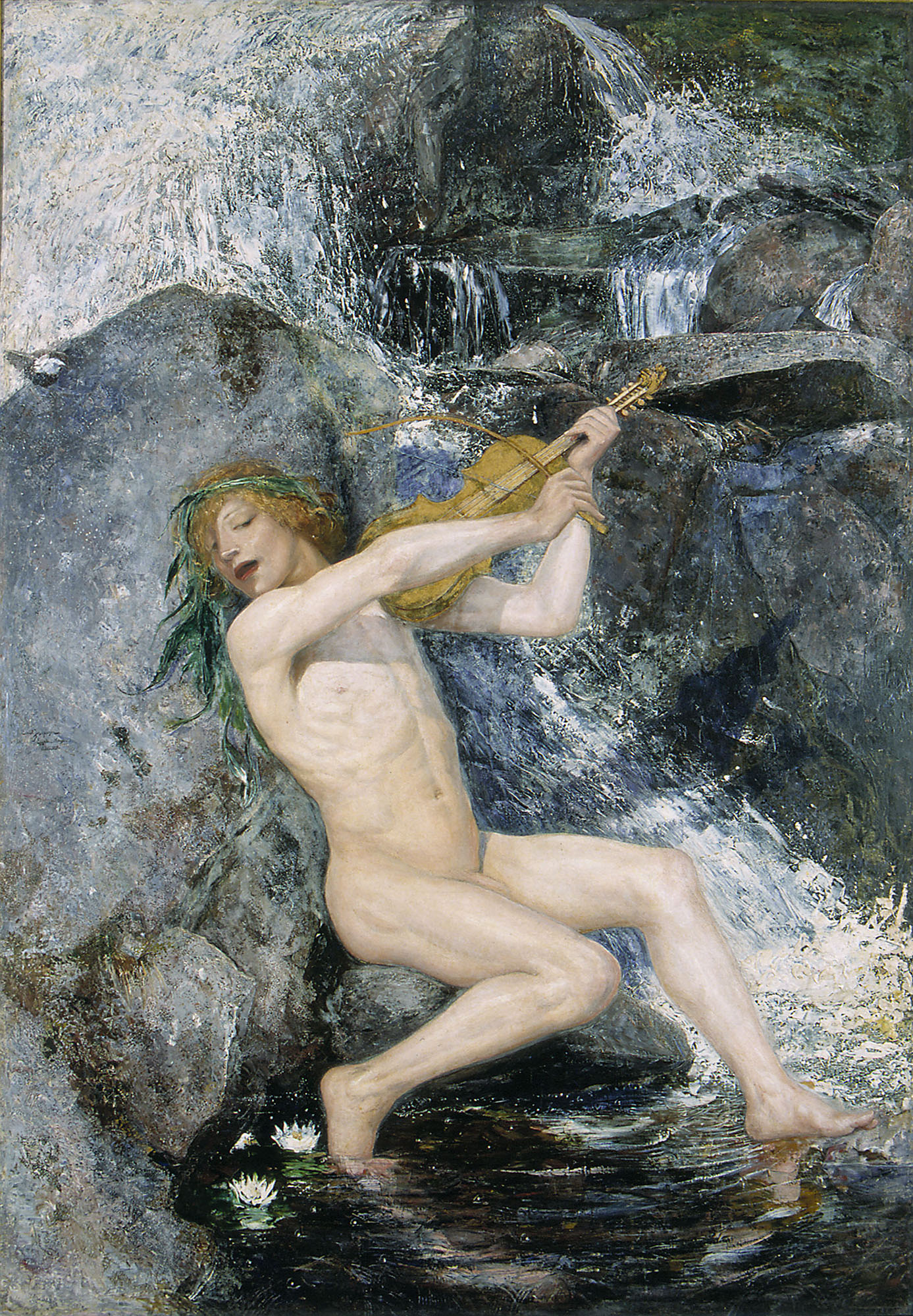
Ernst Josephsons Strömkarlen